# 환해장성
환해장성(環海長城)은 제주특별자치도 제주 전역에 있는 고려 시대의 석축 성곽으로 제주특별자치도 해안선 300여 리(약 120km)에 쌓여진 석성을 말한다. 1998년 1월 7일 제주특별자치도의 기념물 제49호로 지정되었다.
고려 원종(元宗) 11년(1270년) 원(元)과의 강화를 반대하며 진도 용장산성을 거점으로 한반도 육지부 서남해 일대에서 대몽항쟁을 전개했던 삼별초가 제주로 들어가는 것을 방어하기 위하여 고려 조정이 영암부사 고려와 고여림 장군을 보내어 쌓은 것이 그 시초로 이후 삼별초에 의해 제주가 점령된 뒤에도 삼별초가 이어받아 사용하였으며, 삼별초가 멸망한 뒤에도 왜구의 침입과 이양선의 출몰에 대비하여 조선 말기까지 꾸준히 지속적으로 정비되었다. 

## 축조의 주체에 대하여
고려의 대몽항쟁 시기에 제주도에 대한 관심은 원종 1년(1260년) 고려가 원에 대한 항복 의사를 밝히고 난 이후부터 등장하기 시작하였는데, 이때 세간에서는 고려가 당시 임시 수도로 삼고 있던 강도(강화도)를 떠나서 제주도로 천도할지 모른다는 소문이 돌았다. 이것은 부득이하게 강화도에서의 항쟁을 포기하게 될 경우에 대비해 제주도의 전략적 효용성이 원에 항복하는 시기부터 검토되기 시작하였다는 것을 의미한다. 이후 원종 9년(1268년) 삼별초 봉기 직전에 개경 환도에 대한 원측의 독촉이 거세지던 때에 강화도에서 제주도로 천도하는 등의 문제가 재차 부상하였다. 
원종 11년(1270년) 6월 삼별초가 배중손을 중심으로 봉기하여 진도로 들어가, 8월부터 본격적으로 진도를 거점으로 육지부 공략을 개시하며 대몽항쟁을 전개하기 시작한 뒤 제주도의 전략적 가치를 놓고 누가 이곳을 선점할 것인가의 문제는 개경의 고려 조정과 진도의 삼별초 정권 모두에게 최대의 현안일 수 밖에 없었는데, 고려 조정으로써는 진도의 삼별초 정권이 남해의 섬과 그 일대의 주군을 아우르고 남해 바다 한가운데  멀리 떨어져 있어서 육지에서 공략하기 쉽지 않은 제주도까지 장악해 남해 일대의 대세력으로 성장하는 것을 방관할 수 없었고, 따라서 개경 정부가 먼저 시랑 고여림을 제주로 보내 1천 군사로 제주 바닷가를 지키도록 하면서 둘레 3백여 리에 장성을 쌓도록 하였다. 그러나 원종 11년(1270년) 11월 이문경이 이끄는 삼별초 부대가 제주로 진입해 고려의 관군을 격파하고 제주도를 장악하는데 성공하였다. 이후 고려 조정이 쌓고 있던 제주 해안가의 장성 이른바 환해장성 역시 삼별초의 수중에 넘어갔으며 삼별초에 의해 중수되어 제주 방어를 위한 기지로 사용된 것으로 보인다.

## 삼별초 이후
환해장성은 왜구 침입이 심했던 고려말부터 조선시대에 이르기까지 계속적으로 보수·정비가 이루어져 나아갔다. 또한 18~19세기에는 영국군함 등 이양선이 제주특별자치도 근해에 나타남에 따라 이에 대비하여 지속적으로 정비되었다. 현재 양호하게 남아 있는 곳은 10개소(제주시 화북·삼양·애월·북촌·행원·한동, 서귀포시의 온평·신산)가 제주특별자치도 문화재로 지정·보호되고 있다.

## 현존하는 환해장성
환해장성의 흔적은 제주시의 애월·곤을·별도·삼양·북촌·동복·행원·한동, 서귀포시의 온평·신산 등 10여개 소에 남아 있는데, 김보한이 2016년 제주도 해안 답사를 통해 조천·김녕·월정·하도 등지에서도 환해장성의 옛 흔적을 확인하였다

## 원구방루와의 유사성
대몽항쟁기 고려의 강화도성 외성과 환해장성은 규슈의 해안에 축조된 원구방루와 함께 모두 바다와 접한 해안가에 축조되었고, 그 축조 목적에 있어서 모두가 적의 해안 상륙을 저지시키기 위해 쌓은 방어용 해안성곽이라는 공통점도 가지고 있다. 한국의 김보한은 강화도성 외성과 함께 환해장성을 즉 몽골의 대륙적 특성과 제주도와 규슈의 해양적 특성의 충돌 과정에서 생긴 동아시아의 해양성을 대표하는 해안 성곽이라고 평하였다.

## 참고 자료
- 환해장성 - 국가유산청 국가유산포털